# Fonola
Fonola – mechaniczny instrument muzyczny z grupy idiofonów języczkowych. Ma formę skrzynki z wystającą korbą. Wewnątrz umieszczona jest wiatrownica, metalowe języczki (elementy dźwiękotwórcze), mieszki i wałki z perforowaną taśmą. Kręcąc korbą wprowadza się w ruch wałki oraz taśmę, której otwory przemieszczają się wzdłuż mechanizmu sterującego wentylami. Te z kolei otwierają drogę strumieniowi powietrza do języczków.
Fonola wynaleziona była około połowy XIX wieku do użytku domowego.